# Deutsche Gesellschaft für das hochbegabte Kind
Die Deutsche Gesellschaft für das hochbegabte Kind e. V. (DGhK) ist ein bundesweit tätiger Verein, der sich ehrenamtlich für die Förderung hochbegabter Kinder und Jugendlicher einsetzt sowie betroffene Eltern und Pädagogen unterstützt.

## Geschichte
Die DGhK wurde 1978 gegründet. Zurzeit gehören etwa 3.000 Mitglieder mit 10.000 Kindern und Jugendlichen an. Seit 1985 gibt die DGhK die Vereinszeitschrift Labyrinth heraus, seit 2020 erscheint diese viermal im Jahr.

## Gliederung
Es gibt 14 selbstständige Regionalvereine und die Jugendgruppe Kubus. Ihre Satzungen orientieren sich stark an der Muttersatzung des bundesweiten Vereins. Die Regionalvereine arbeiten teils eng mit regionalen Behörden, Schulen, der Politik und weiteren Institutionen zusammen und betreiben Öffentlichkeitsarbeit. Weiterhin richten diese örtliche Veranstaltungen für und über hochbegabte Kinder, Jugendliche und deren Eltern aus.
Regionalvereine:
- Baden-Württemberg
- Bayern
- Berlin-Brandenburg
- Bonn
- Hamburg
- Hessen
- Köln
- Mecklenburg-Vorpommern
- Mitteldeutschland
- Niedersachsen/Bremen
- Ostwestfalen-Lippe
- Rhein-Ruhr
- Rheinland-Pfalz/Saarland
- Schleswig-Holstein

Die vier in Nordrhein-Westfalen ansässigen Regionalvereine (Bonn, Köln, Ostwestfalen-Lippe, Rhein-Ruhr) haben sich zudem in einem bildungspolitischen Landesverband zusammengeschlossen.

## Ziele
Ein Ziel ist die Verankerung der Hochbegabtenpädagogik in der Schulgesetzgebung. So sollen Spezialklassen gebildet werden, eine frühere Einschulung und die Zulassung zum Abitur unabhängig vom Alter möglich sein. Zusätzlich werden Eltern und Lehrer in lokalen Gruppen und Gesprächskreisen beraten und den Heranwachsenden die Möglichkeit gegeben, in Kursen, Vorlesungen und Workshops ihr Wissen und ihre Fähigkeiten zu erweitern.
Durch Öffentlichkeitsarbeit will der Verein auf die Probleme hochbegabter Kinder und Jugendlicher aufmerksam machen und Arbeiten zur Forschung in diesem Bereich an Hochschulen und Universitäten anregen. Darüber hinaus gibt es Kontakte mit internationalen Organisationen wie der National Association for Gifted Children, London und dem World Council for Gifted and Talented Children.

## Der Kubus
Der Kubus ist eine Plattform für hochbegabte junge Menschen, der 1998 aus der Deutschen Gesellschaft für das hochbegabte Kind (DGhK) entstanden ist. Da Veranstaltungen der DGhK sich hauptsächlich an Kinder und Jugendliche bis 15 Jahre richten, fehlte eine Kommunikationsebene für ältere Jugendliche und junge Erwachsene. Neben einer Webseite, einem Forum und einem Webchat, gibt es regelmäßig Kubustreffen und -fahrten.